# Westerpop

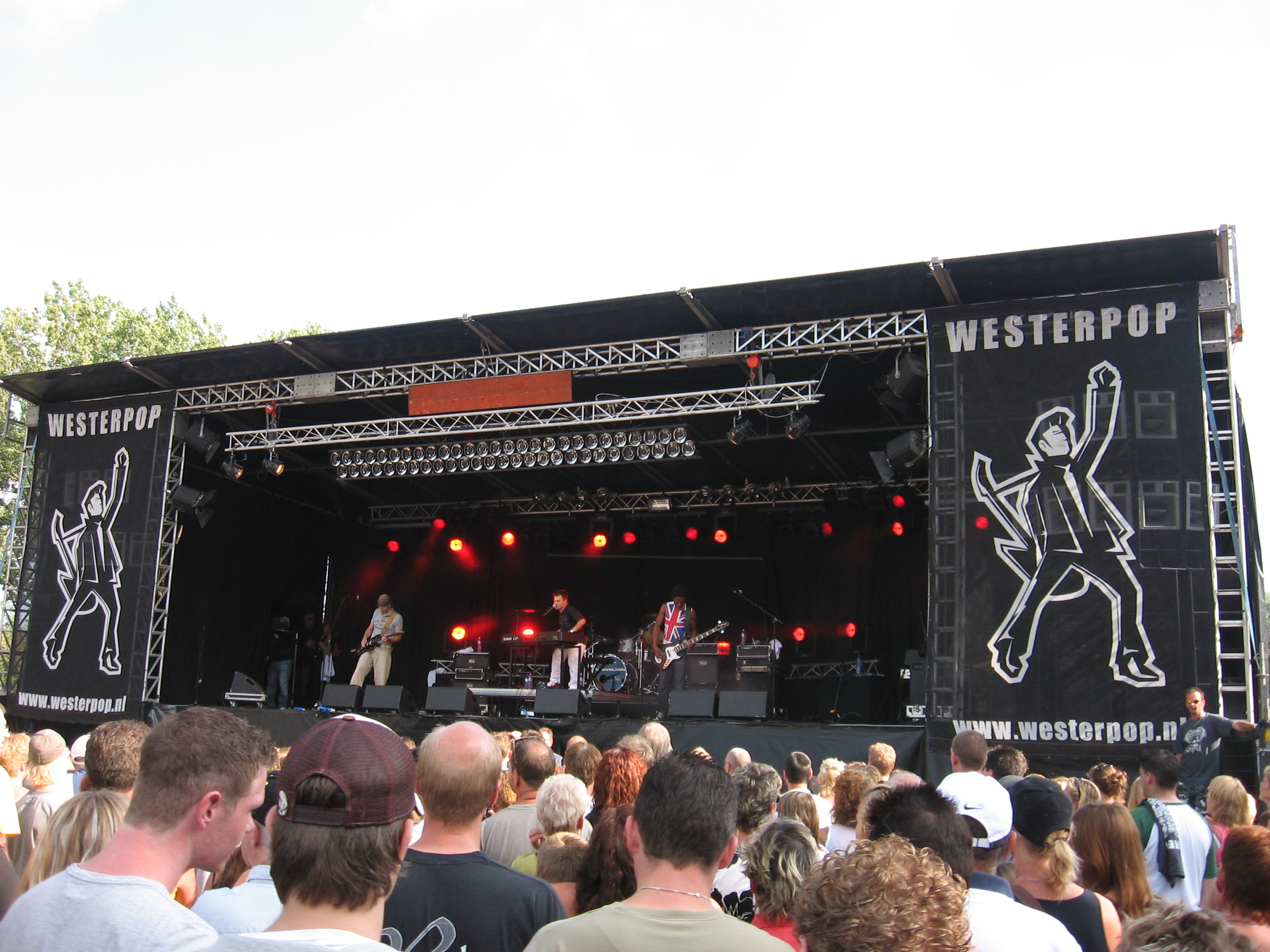
Westerpoppodium

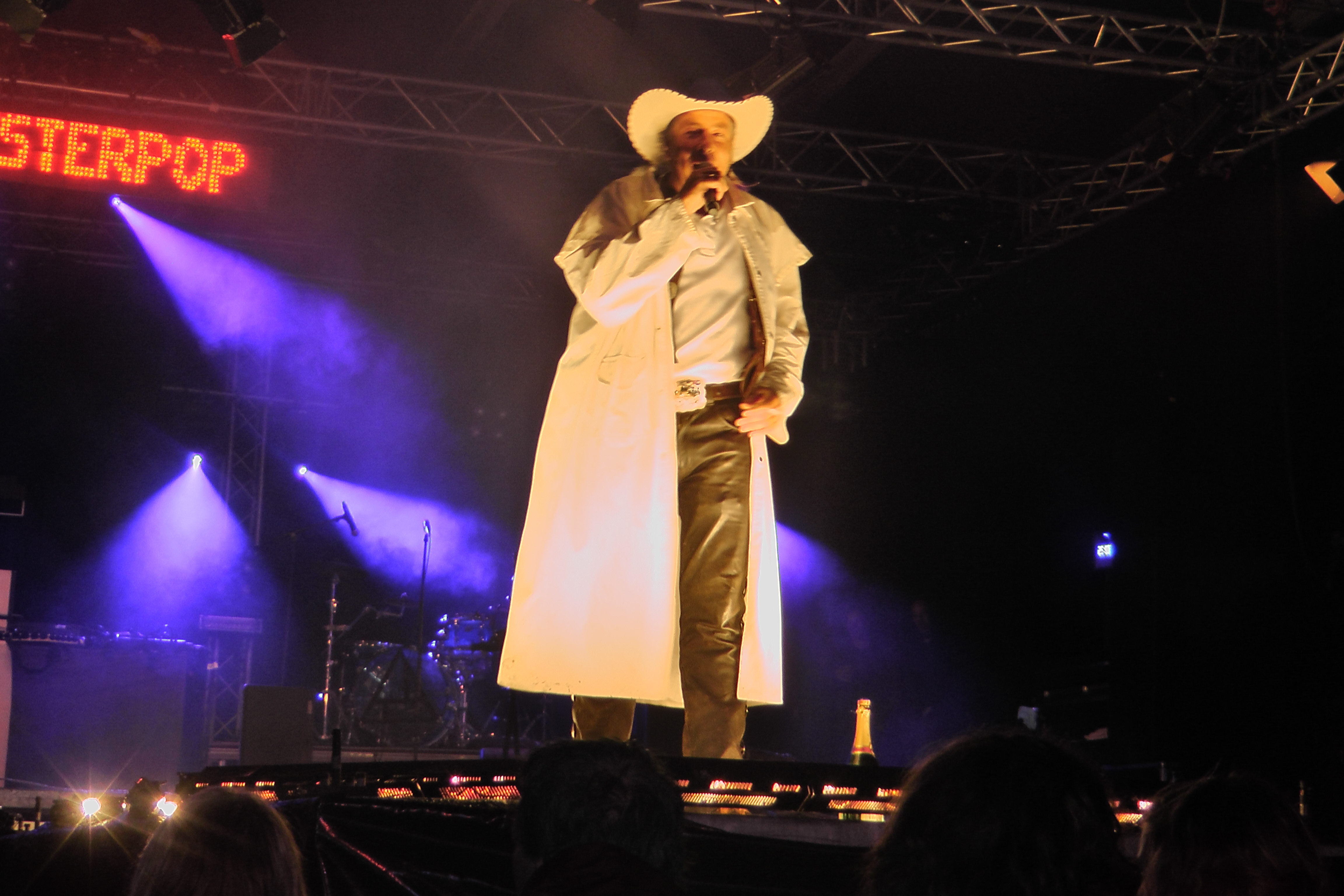
Presentator Rene Steijger bij de editie in 2011.

Westerpop is sinds 1989 een terugkerend popfestival dat wordt gehouden in het Westerkwartier in de gemeente Delft.
De oorsprong van Westerpop ligt in 1989, toen het Westerkwartier, een volkswijk ten westen van de Delftse binnenstad, haar honderdjarig jubileum vierde. Sindsdien werd het evenement jaarlijks, en vanaf 2014 tweejaarlijks georganiseerd. Er komen jaarlijks zo'n 15.000 bezoekers.
Elke editie kregen talentvolle bands uit de regio tijdens Westerpop een prijs uitgereikt. In 2003 werd deze prijs omgedoopt naar de Peter Tetteroo-bokaal als eerbetoon aan Peter Tetteroo, de in 2002 overleden zanger van de Delftse band Tee-Set.

## 2012
De 23e editie, waar onder meer optraden:
Hoofdact
- Yori Swart
- Vanderbuyst
- Kraanje Pappie
- Nobody Beats the Drum 333
- Sir James
- Roosbeef
- Heideroosjes
- Hell's Kitchen
- The Computers
- Jungle By Night
- The Inspector Cluzo & FB's Horns
- The Qemists

Peter Tetteroo Bokaal
- Colorful Novelty
- Silver Linings
- MC Hank
- Passages
- Flying Flapjacks
- The Men from Uncle
- Playyard
- Blaaskaak
- Fat Cat Heart Attack

De Peter Tetteroo bokaal 2012 werd gewonnen door Playyard

## 2010
De 21e editie, treden onder meer op:
Hoofdact
- Kamer van Dopehandel
- Moss
- Laura Jansen
- Guy Forsyth (USA)
- Moke
- The Asteroids Galaxy Tour (DEN)
- Triggerfinger (BEL)
- La Caravane Passe (FRA)

Peter Tetteroo Bokaal
- F.O.D.
- Project:MDA
- 2nd Place Driver
- Kids Never Lie
- Kings Crossing

## 2009
In 2009 wordt de 20ste jubileumeditie van Westerpop gehouden. Daarvoor werd in mei een expositie gehouden over twintig jaar Westerpop in het centrum van Delft.
Hoofdact
- The Flying Tygers
- Baskery(Swe)
- De Staat
- Th’ Legendary Shack*Shakers(Usa)
- Bertolf
- Boris
- Sass Jordan (Can)
- Panteón Rococó (Mex)

Peter Tetteroo Bokaal
- Mihai
- Monomania
- Hido
- Conorach
- The Defenders

De Peter Tetteroo Bokaal werd gewonnen door HIDO (Hip Hop Funk liveact).

## 2008
In 2008, de 19e editie, traden onder meer op:
Hoofdact
- F
- Agua de Annique
- Alain Clark
- Vengeance
- Mala Vita
- Grand Avenue (Den)
- Claw Boys Claw
- Miss Platnum (Dui)

Peter Tetteroo Bokaal
- Blended Culture
- Ghostrock
- L'Chaim
- Stud Muffins
- The Flying Tygers

De Peter Tetteroo Bokaal werd gewonnen door The Flying Tygers

## 2007
In 2007 werd Westerpop voor de 18e keer gehouden, verdeeld over twee dagen.

Hoofdact
- Vegas for Millions
- Delain
- VanVelzen
- Bintangs
- Coparck
- The Hormonauts (Ita)
- Beef
- Standard (Esp)

Peter Tetteroo Bokaal
- Karma’s Kitchen
- F
- Juice
- Pex
- Maybee

Peter Tetteroo Bokaal werd gewonnen door F

## 2006
In 2006 werd de 17e editie georganiseerd van het gratis toegankelijke festival.
Hoofdact
- R.O.O.O.M
- Roadkill
- Kraak & Smaak
- a balladeer
- Five Horse Johnson (USA)
- Gem
- Boss Hoss (D)
- Infadels (UK)

Peter Tetteroo Bokaal
- 3Speed Automatic
- Mannen Van Vermeer
- Vegas For Millions
- Reckless
- Okkernoot

Peter Tetteroo Bokaal werd gewonnen door Vegas For Millions

## 2005
In 2005 werd de 16e editie georganiseerd van het gratis toegankelijke festival.

Hoofdact
- Geminia
- Brace
- The Sheer
- Jesus Volt (Fra)
- Imperia
- Washington (No)
- Brainpower
- Gabriel Ríos (Bel)

Peter Tetteroo Bokaal
- Edge of Sanity
- 2nd Place Driver
- Roadkill
- Radjinder
- Hido

De winnaar van Peter Tetteroo Bokaal Roadkill

## 2004
In 2004 werd de 15e editie georganiseerd van het gratis toegankelijke festival.
Hoofdact
- Artefact
- Treble
- Boo ! (Z-Afr)
- Ian Siegal & Band (UK)
- Antiproduct (UK)
- The League of XO Gentleman
- Jovink and The Voederbietels
- Roy Paci & Aretuska (Ita)

Peter Tetteroo Bokaal
- Geminia
- Eyes can't see
- Maximus Prime
- Polythene Mac
- I Reject
- Guest: Warren Fellow

De Peter Tetteroo Bokaal werd gewonnen door Geminia

## 2003
Eind augustus 2003 werd de 14e editie georganiseerd van het gratis toegankelijke festival. Op het sportterrein van het Grotius College aan de Frank van Borselenstraat traden de volgende bands op als Hoofdact:
- New Breed
- F33l3r
- Peter Pan Speedrock
- Tino Gonzales(USA)
- Relax
- Intwine
- Slovo (UK)
- Olabola

Voor de Peter Tetteroo-Bokaal dongen de volgende bands mee:
- Maar
- Radjinder
- Wastelands
- Artefact
- Annatar
- Guest: Warren Fellow

De prijs werd gewonnen door Artefact.

## 2002
In 2002 werd de 13e editie georganiseerd van het gratis toegankelijke festival.
Hoofdact
- Meringue
- Luie Hond
- 16Down
- Amor (UK)
- Lunascape (Bel)
- Silkstone
- Johan
- Moodphase5ive (Z-Afr)

Peter Tetteroo Bokaal
- Grape
- New Groove Habbits
- For Absent Friends
- Rosie
- New Breed
- Guest: Happy Elf

De Peter Tetteroo Bokaal werd gewonnen door New Breed

## 2001
In 2001 werd de 12e editie georganiseerd van het gratis toegankelijke festival.
Hoofdact
- Incense'
- Fools Fatal
- Dyzack
- Jay Hooks (USA)
- R&B All Stars
- The Proov
- Beam
- Rowwen Hèze

Peter Tetteroo Bokaal
- Soon
- Voor Lief
- The Red Sea Sharks
- Xynobite
- Meringue
- Guest: The Longplayers

De Peter Tetteroo Bokaal werd gewonnen door Meringue

## 2000
In 2000 werd de 11e editie georganiseerd van het gratis toegankelijke festival.
Hoofdact
- The Wishing Well
- Dilana Smith
- Monti Amundson (USA)
- Lichterlaaie
- Rich Wyman (USA)
- Praga Khan (BEL)

Peter Tetteroo Bokaal
- Support Act
- Brave
- Incense
- Fuzz for Brain
- Double Deuce
- Guest: DJ Rockid

De Peter Tetteroo Bokaal werd gewonnen door Incense

## 1999
In 1999 werd de 10e editie georganiseerd van het gratis toegankelijke festival.
Hoofdact
- Toyz
- Raise the Roof
- Kane (cancelled)
- Billy the Kid
- Bernie Tormé & the Electric Gypsies (Irl)
- E-life & U.N.I.Q.
- Project 2000

De Peter Tetteroo Bokaal
- Roast Rabbit on Toast
- Voor Lief
- Demolicious
- Incense
- Horse

De Peter Tetteroo Bokaal werd gewonnen door Horse

## 1998
In 1998 werd de 10e editie georganiseerd van het gratis toegankelijke festival.
Hoofdact
- Handsome 3 Some
- Surburbs
- George Devore (USA)
- Julian Sas
- Nilsson
- BLØF
- The Godfathers (UK)

Westerpop Lokaal Bokaal
- Sun Box
- Horse
- Toyz
- Frogs for Breakfast
- De Hoek

De Peter Tetteroo Bokaal werd gewonnen door Toyz

## 1997
Door organisatorische omstandigheden was Stichting Westerpop in 1997 helaas niet in staat om het festival te organiseren.

## 1996
Hoofdact
- La Blusa
- Hallo Venray
- Michael Katon (USA)
- Horn of Plenty
- Alquin
- Whiskey Priests (UK)

## 1995
Hoofdact
- Pakhuisband
- Nightcrawlers (Bel)
- Huub Hangop
- Captain Cumbo
- Back to Basic

## 1994
Hoofdact
- Iceparty
- Sonny Griffin
- Son of Tarzan
- Roots Syndicate
- Ulanbator

## 1993
Hoofdact
- Ir. Rubberding
- One Way Trouble
- The Amazing Stroopwafels
- Les Charmeurs
- Forbidden Fruit

## 1992
Hoofdact
- Tyrone’s Fire
- Aquisition
- Brio's
- Louisiana Radio
- Frans Bauer

## 1991
Hoofdact
- The Bang Gang
- Between
- Gerard Kins
- Toon Windmeijer
- Groove Tones

## 1990
Hoofdact
- No Limits
- Head Hunters
- Tineke Zaadnoordijk
- Zwit

## 1989
Hoofdact
- The Use
- Make my day
- Memphis
- Skinstring
- Does Caroline know
- Wots in a name
- Dizzy D
- Our Canine Friends
- Eddie and the House-Gang